# NK Kvarner
Sportsko društvo Kvarner ili Società Cultura Fisica Quarnero (ime je bilo dvojezično) je nogometni klub koji je nastao u Rijeci kao nasljednik U.S. Fiumane 29. lipnja 1946. godine, a od 1948. preimenovan je u Nogometni klub Kvarner i 1954. godine NK Rijeka.